# Piergiorgio Colautti
Piergiorgio Colautti (né le 16 octobre 1934, à Rome, en Italie) est un peintre et sculpteur italien moderne, qui vit et travaille à Rome. Il est connu pour son style distinctif, parfois appelé « hyperfuturisme », dans lequel  des éléments figuratifs sont imbriqués et submergés par des symboles reflétant un monde technologique moderne et froid.

## Sa vie et son œuvre
Colautti Piergiorgio (Pio Giorgio) est né dans une famille de sculpteurs. Lorsque la Seconde Guerre mondiale éclata, il s'est installé à Venise où il a assisté à l'école de dessin, travaillé et a rencontré les plus grands peintres vénitiens. Ses œuvres ont été montrées au public dans le cadre des expositions à Pordenone, à Venise et Mestre. Puis il a participé aux expositions tenues à Ancône et Macerata, où il s'est installé en 1955. En 1958, Colautti est rentré à Rome où il a assisté à l’École d’art ornemental de Rome, Via San Giacomo. En même temps, avec d'autres artistes, Colautti a présenté ses œuvres lors de l'exposition de Via Margutta.
À Rome, son talent a été reconnu par Alberto Ziveri (en), qui a été son tuteur et conseiller pendant cinq ans. C'est Ziveri qui a orienté  Piergiorgio vers l’idée de présenter des expositions personnelles, la première desquelles a eu lieu en 1958 à la galerie d'art « La Scaletta », où les plus grandes célébrités de l’« École romaine » avaient  fait leur première entrée « dans la société ». Colautti a exposé ses œuvres en France, aux États-Unis, en Italie, au Canada, en Allemagne, au Royaume-Uni, etc.
Outre les tableaux, Colautti a réalisé des fresques murales, des lithographies et des sculptures. De plus, inspiré des œuvres de son grand-père, Arturo Colautti, Piergiorgio suit la filière journalistique. Ses articles sur les rigueurs de la vie de l'artiste professionnel ont été et sont toujours publiés par Inciucio, une version italienne de bas-budget du Magazine People (en). En outre, en 1982, sa poésie a été publiée dans le recueil de poèmes intitulé L'altra alternativa.
Ses œuvres figurent dans de nombreuses collections publiques et privées en Italie et ailleurs.

## Expositions

### Individuelles
- 1962: Galleria di San Luca - Rome
- 1963: Galleria comunale d'arte moderna e contemporanea - Rome
- 1964: Galleria Porfiri - Rome
- 1965, 1967, 1972: Galleria Secolo XIX - Rome
- 1966: Galleria La Scaletta - Rome
- 1968, 1971: Galleria Il Pozzo - Città di Castello
- 1969: Galleria Tritone al Nazareno - Rome
- 1970: Circolo di Cultura Popolare Monte Sacro - Rome
- 1971: Galerie d'Art "Ponte Sisto" - Rome
- 1973: Galleria d'arte "Il Trifalco" - Rome
- 1976: Expo New York - New York
- 1976, 1978: "Circolo Cittadino" - Alba Adriatica
- 1978: "Expo Arte Bari" - Bari
- 1978: Palazzo Comunale San Remo - Sanremo
- 1979: Galleria "Magazzeni" - Giulianova
- 1980: Fiera del Turismo di Stoccarda - Stuttgart en Allemagne
- 1980, 1982: Galleria "Lo Scanno" - L'Aquila
- 1981: Galleria d'Arte Contemporanea "Studio C" - Rome
- 1983, 1984: Galleria "La Banana" - Martinsicuro
- 1983: Galleria Palazzo Comunale Tortoreto - Tortoreto
- 1985: Galleria "Ghelfi" - Vérone
- 1985: Galleria Sistina - Rome
- 1986: Galleria D'Urso - Rome
- 1987: Galleria Comunale Palazzo Esposizioni - Rome
- 1988: Personale Fiera di Roma - Rome
- 1988: Galleria Palazzo Valentini - Rome
- 1989: Castello Cinquecentesco - L'Aquila
- 1990: Galleria d'Arte 28 - Rome
- 1991: Galleria Palazzo Camerale Allumiere - Allumiere
- 1992: Associazione Friuli nel Mondo - Rome
- 1994: Galleria Palazzo Camerale Allumiere - Allumiere
- 1995: Scuola Comunale Allumiere - Allumiere
- 1995: Palazzo del Turismo Terminillo - Rieti
- 1996: Palazzo Comunale Tortoreto Lido - Tortoreto

### Collectives
- 1963: Galleria Sistina - Rome
- 1964: Mostra Nazionale d'Incisione - Cagliari
- 1964: Mostra Mercato Nazionale d'Arte Contemporanea - Rome
- 1964, 1965: Mostra Concorso Arti Figurative - Rome
- 1965: Exposition de Fiesole - Fiesole
- 1965: Exposition de Puccini - Ancône
- 1965: Exposition de Prato - Prato
- 1966: Exposition de Pittori Romani - Arezzo
- 1966: Galleria D'Urso - Rome
- 1967: Exposition de ACLI, Galleria Comunale - Rome
- 1967: Galleria Laurina - Rome
- 1967-1972: Permanente Galleria Scaligera - Montecatini Terme
- 1967-1972: Exposition à Città di Castello
- 1969: Exposition à Salsomaggiore Terme
- 1969: Exposition de peintres italiens - Canada
- 1969: Exposition de paysage italien - New York
- 1969: Collectives Peintres Contemporains - Avignon, Paris, Marseille
- 1969: Biennale d'Arte Contemporanea - Monterotondo
- 1971: Exposition de Mario Sironi - Naples
- 1971: Collectives Peintres Contemporains - Fiera Milano - Milan
- 1971: Exposition Nationale de Prato
- 1971: Exposition Nationale de Cavazzo - Modène
- 1972: Exposition "Natale oggi" - Rome
- 1972: Esposizione Internazionale Canina - Sanremo
- 1972: Mostra firme celebri - Alassio
- 1972: Galerie d'art "Ponte Sisto" - Rome
- 1972: Exposition à Cortina d'Ampezzo
- 1972 : exposition de Rotavact Club - Lucques
- 1972 : exposition de Grafica - Arezzo
- 1972 : exposition à Santa Margherita Ligure
- 1977 : Omaggio a San Francesco nel 750 anniversario della morte - Assise
- 1977, 1978 : "Festival nazionale d'Arte Grafica" - Salerne
- 1978: Premio "Siena" - Sienne
- 1978: VI Biennale d'Arte Palazzo Reale - Milan
- 1979: Mostra "Lazio 79" - Rome
- 1979: Mostra "Premio Spoleto" - Spolète
- 1979: Mostra "Premio Norcia" - Norcia
- 1979: Premio "Unicef" - Galleria "Capricorno" - Rome
- 1979: "La donna nell'Arte" - Galleria "Capricorno" - Rome
- 1979: "Arte Giovane, Resistenza, Attualità" - Domodossola
- 1980: "Arte e Ferrovia" - Bologne
- 1981, 1989, 1992: "Premio Salvi" - piccola Europa - Sassoferrato (AN)
- 1982: "Expo di Bari" - Bari
- 1982, 1985: "Expo Tevere" - Rome
- 1984: "Expo Arte" - Bari, Bâle et New York
- 1983: "III Biennale d'Arte" - La Spezia
- 1984: "VI Biennale d Arte Palazzo Reale" - Milan
- 1985: "VII Biennale d'Arte" - Gabrovo, Bulgarie
- 1985: Premio Santià - Santhià
- 1985: Arte e Satira Politica - Gabrovo, Bulgaria
- 1986: Arte e Umorismo nell'Arte - Tolentino
- 1987: "V Biennale d'Arte" - La Spezia
- 1988: Mostra Nazionale D'Arte Santià - Santhià
- 1990: Festival della Satira Politica - Gabrovo, Bulgarie
- 1991: XV Biennale Internazionale dell'Umorismo nell'Arte Tolentino - Tolentino
- 1992: Triennale Internazionale Scultura Osaka - Osaka, Japon
- 1993: Triennale Internazionale Pittura Osaka - Osaka, Japon
- 1994: Galleria "Magazzeni" - Giulianova
- 1995: Galleria d'Arte Contemporanea "Studio C" - Rome
- Quadriennale de Rome - Rome
- Mostra Nazionale Cavasso - Modène
- Mostra (Asta) Finarte - Milan

## Œuvres dans les musées

### Italie
- Omaggio a San Francesco nel 350 della pinacoteca di Assisi
- Musée Ebraico di Arte Contemporanea - Rome
- Musée Agostinelli - Acilia (Rome)
- Musée Madonna del Divino Amore (Rome)
- Pinacoteca dell'Antoniano - Bologne
- Alassio - Muretto degli artisti
- Pinacoteca Comune di Albano di Lucania - Potenza
- Musée della Resistenza di Domodossola - Novara
- Musée della Pinacoteca Comunale - Roseto degli Abruzzi (Teramo)
- Musée della Pinacoteca Comunale di Giulianova - Teramo
- Pinacoteca del Comune di Tortoreto - Teramo
- Pinacoteca del Comune de L'Aquila
- Pinacoteca del Comune di Tolentino - Macerata
- Pinacoteca del Comune di Rieti
- Pinacoteca di Arte contemporanea di Povoleto (Udine)

### À l'étranger
- Maison de l'humour et de la satire (en) à Gabrovo, Bulgarie
- Bertrand Russel Foundation Galerie d'Art - Université de Cambridge, (Grande-Bretagne)
- Musée des traditions populaires de la Bucovine, Roumanie
- Staatsgalerie, Allemagne

## Récompenses sélectionnées
- 1963: Premio Targa D'Argento come fondatore del gruppo Gli Ellittici
- 1968: prix, Montecatini Terme
- 1969: prix et médaille d'or, Salsomaggiore Terme
- 1970: Mostra Collettiva, Parco dei Principi - Rome
- 1970: médaille d'or, Fiano Romano
- 1972: médaille d'argent, P. Schweitzer - Modène
- 1973: médaille d'or, Comune di Cortina d'Ampezzo - Cortina d'Ampezzo
- 2012: prix Van Gogh, Accademia Delle Avanguardie Artistiche - Palerme

## Citations et des commentaires de la critique
- Gaetano Maria Bonifati[5],[6],[7]
- Maurizio Calvesi[8]
- Virgilio Guzzi[8],[9]
- Stanislao Nievo[10],[11]
- Mario Penelope[9],[11],[12]
- Guido Della Martora[5],[12],[13]
- Mario Monteverdi[5],[11],[12],[13]
- Ugo Moretti[5],[11],[12],[13]
- Gianni Gaspari (TG2)[9],[13]
- Duilio Morosini[7],[8]
- Sergio Massimo Greci[3],[14]
- Mario Forti (GR3)[9]
- Anna Iozzino[15]
- C. Norelli[5],[12],[13]
- Augusto Giordano[9],[13]
- De Roberti[5],[12],[13]
- Vittorio Adorno[9]
- Francesco Boneschi[9]
- Federico Menna[9],[12]
- S. Di Dionisio[9]
- P.A. De Martino[9]
- Giulio Salierno[9],[11]
- Elio Mercuri[8]
- Dario Micacchi[8]

## Liens Web
- Site officiel - Piergiorgio Colautti